# Symphonie pastorale
Symphonie pastorale är en fransk dramafilm från 1946 i regi av Jean Delannoy.
Filmen är baserad på nobelpristagaren André Gides roman Pastoralsymfonin.

## Utmärkelser
Filmen vann Guldpalmen för bästa film vid filmfestivalen i Cannes 1946.

## Rollista i urval
- Michèle Morgan - Gertrude
- Pierre Blanchar - pastor Martens
- Line Noro - Amélie Martens
- Jean Desailly - Jacques Martens
- Andrée Clément - Piette Casteran
- Rosine Luguet - Charlotte Martens
- Jacques Louvigny - M. Casteran
- Robert Demorget - Pierre Martens
- Mona Dol - syster Claire
- Hélène Dassonville - Mlle. de la Grange
- Germaine Michel - bondkvinnan
- Florence Brière - Gertrudes väninna